# Hydrillodes eucaula
Hydrillodes eucaula är en fjärilsart som beskrevs av Louis Beethoven Prout 1928. Hydrillodes eucaula ingår i släktet Hydrillodes och familjen nattflyn. Inga underarter finns listade i Catalogue of Life.